# Răzvan-Ion Ursu
Răzvan-Ion Ursu (n. 16 iulie 1985, Ploiești, România) este un deputat român, ales în 2016, validat pe 16 ianuarie 2017. 